# Петруччи, Джон
Джон Пи́тер Петру́ччи (англ. John Peter Petrucci; 12 июля 1967, Кингз-Парк, Лонг-Айленд, Нью-Йорк, США) — американский гитарист-виртуоз, один из основателей и бессменный участник американской прог-метал группы Dream Theater, участник супергруппы Liquid Tension Experiment. Считается одним из лучших гитаристов современности.

## Биография
Впервые взял в руки гитару в восьмилетнем возрасте, а в 12 лет был приглашён в группу своего друга Кевина Мура, который позже станет первым клавишником Dream Theater. Обучался игре на электрогитаре в основном самостоятельно, разбирая партии Стива Морса, Стива Хау, Стива Вая, Стива Рэй Вона, Эла Ди Меолы, Алекса Лайфсона и Аллана Холдсуорта.
По окончании школы вместе с другом детства Джоном Маянгом поступил в Музыкальный колледж Беркли в Бостоне, где они встретили барабанщика Майка Портного. Пригласив Кевина Мура, Петруччи, Маянг (бас-гитара) и Портной основали группу Majesty, которая вскоре стала называться Dream Theater. Во многом благодаря Джону Петруччи и его профессионализму группа добилась успеха.

## Признание
Начиная с 2001 года компанией Ernie Ball Music Man выпускаются именные гитары John Petrucci.
В 2007 году журналом Total Guitar отмечен как «гитарист года». В 2010 году признан журналом Guitar Player «лучшим гитаристом в направлении метал». Книга Джоэла Макайвера «100 величайших метал-гитаристов» 2009 года ставит Петруччи на второе место после Дэйва Мастейна. Он также был назван одним из «10 величайших шред-гитаристов всех времён» журналом GuitarOne. В 2012 году, согласно опросу читателей журнала Guitar World, Петруччи занял 17-е место среди величайших гитаристов всех времён.

## Дискография
- Necronomicon (Game OST) (1995) (Написал только Пролог и Эпилог)
- An Evening with John Petrucci and Jordan Rudess (2004)
- Suspended Animation (2005)
- Terminal Velocity (2020)